# 新羽駅
新羽駅（にっぱえき）は、神奈川県横浜市港北区新羽町字仲町にある、横浜市営地下鉄ブルーライン（3号線）の駅である。駅番号はB27。新羽車両基地への出入庫線が分岐しており、乗務員交替駅でもある。
当駅周辺地区は、横浜市における都心（ツインコア）の一つである「新横浜都心」に指定されている。

## 概要
神奈川県道140号川崎町田線（港北産業道路）の新羽駅前交差点にあり、鶴見川沿いで地形は平坦であり、低層住宅・事務所・中小工場・倉庫などが混在する地域である。地下鉄の開業に合わせて、駅の西側にバスターミナルが設置された。
3階にプラットフォームがある高架駅で、新羽車両基地への入出庫線があることから2面3線になっており、また前後に分岐器も設けられた大規模な駅である。

## 歴史
- 1993年（平成5年）3月18日 - 市営地下鉄3号線新横浜駅 - あざみ野駅間開通に伴い、開業[2]。
- 2006年（平成18年）12月 - ワンマン運転実施を控え、3番線ホームに試験を兼ねてホームドアが設置される。この時点ではドアは稼動せず。
- 2007年（平成19年）4月21日 - ホームドアの全面使用開始。
- 2012年（平成24年）4月20日 - docomo Wi-Fiによる、公衆無線LANサービス開始。
- 2015年（平成27年）7月18日 - ダイヤ改正により運転を開始した快速の停車駅に設定される。

### 駅名の由来
地名から採られた。なお、地名は「新羽町」と「町」の字が付いており、建設中の仮称駅名も「新羽町」であった。

## 駅構造
島式ホーム2面3線を有する高架駅で、湘南台方面とあざみ野方面は別ホームである。中線は両方向共用となっており、主に新羽車両基地への出入庫列車や日中に毎時2本設定される当駅始終着湘南台方面の普通が使用している。
ブルーラインは第三軌条方式で電化されている。通常、このような鉄道の駅部分は第三軌条をホームの反対側に設置し、乗客が万一転落した場合に感電するリスクを下げている。しかし当駅では2･3番線ホームは両側から乗降が可能なため、3番線ホーム直下に第三軌条が設置されており、転落した場合は感電事故の危険性が高い。このため、レールおよび防護カバーが黄色と黒色の警戒色に塗装されていたが、ホームに安全柵は設置されていなかった。そのため、ワンマン運転実施のためのホームドアの設置工事にあたっては、当駅3番線ホームが最初の施工となり、2007年4月21日に使用を開始した。

### のりば
| 番線 | 路線         | 行先         | 備考                                  |
| ---- | ------------ | ------------ | ------------------------------------- |
| 1・2 | ブルーライン | 湘南台方面   | 2番線は当駅始発と待避をする普通が使用 |
| 3・4 | ブルーライン | あざみ野方面 | 3番線は当駅始発と待避をする普通が使用 |

- 上表の路線名は旅客案内上の名称（愛称）で記載している。

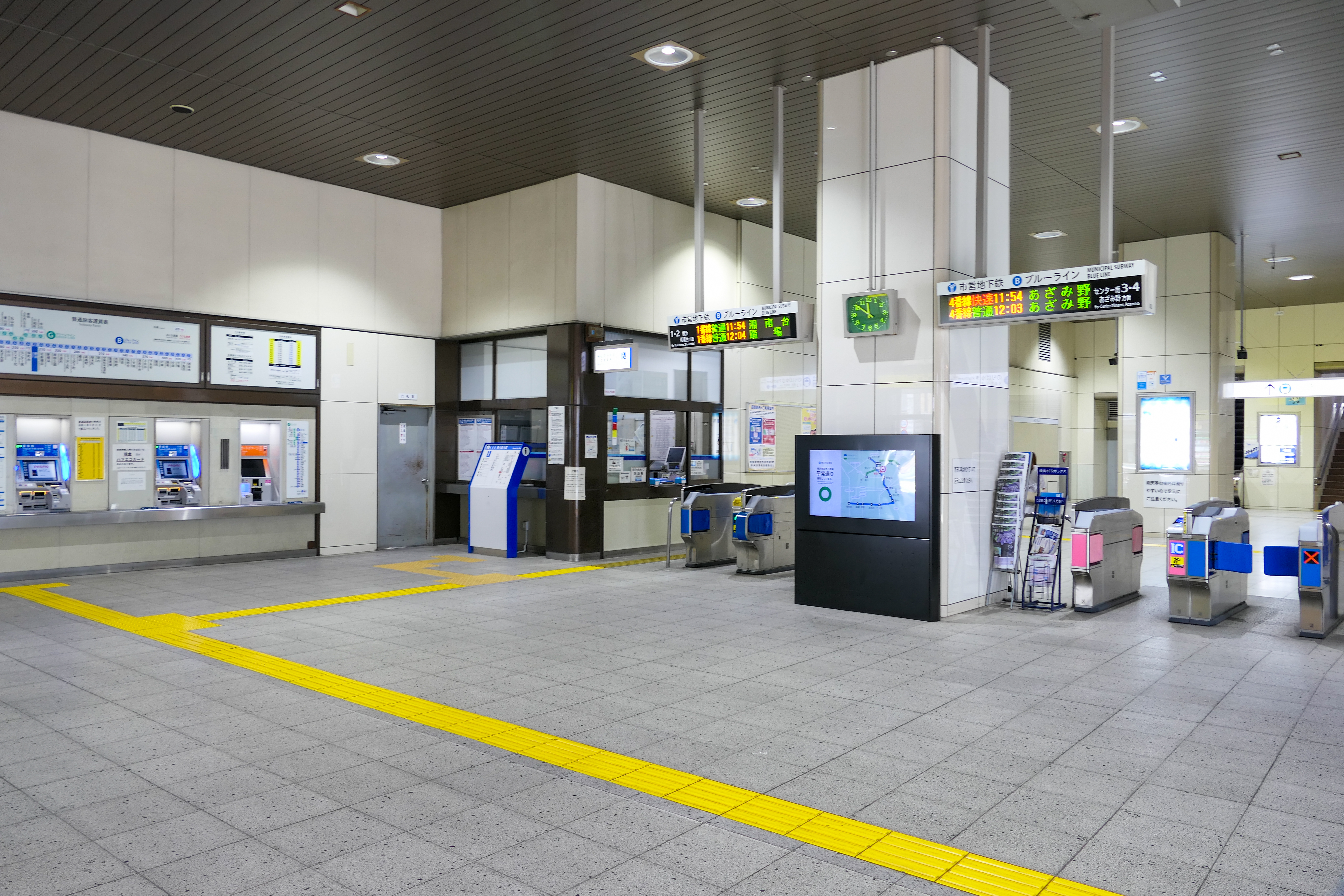
改札口（2023年5月）
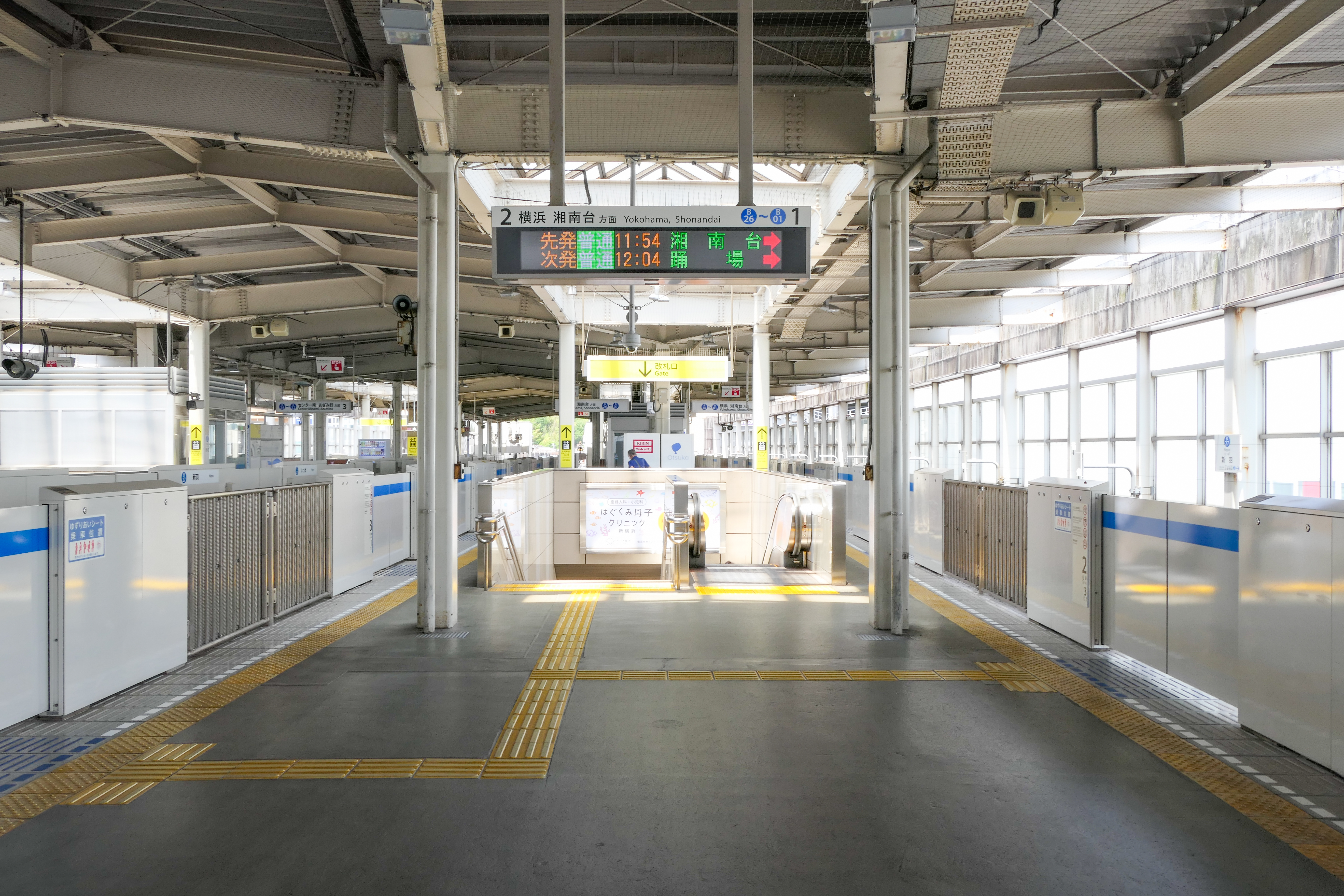
1・2番線ホーム（2023年5月）
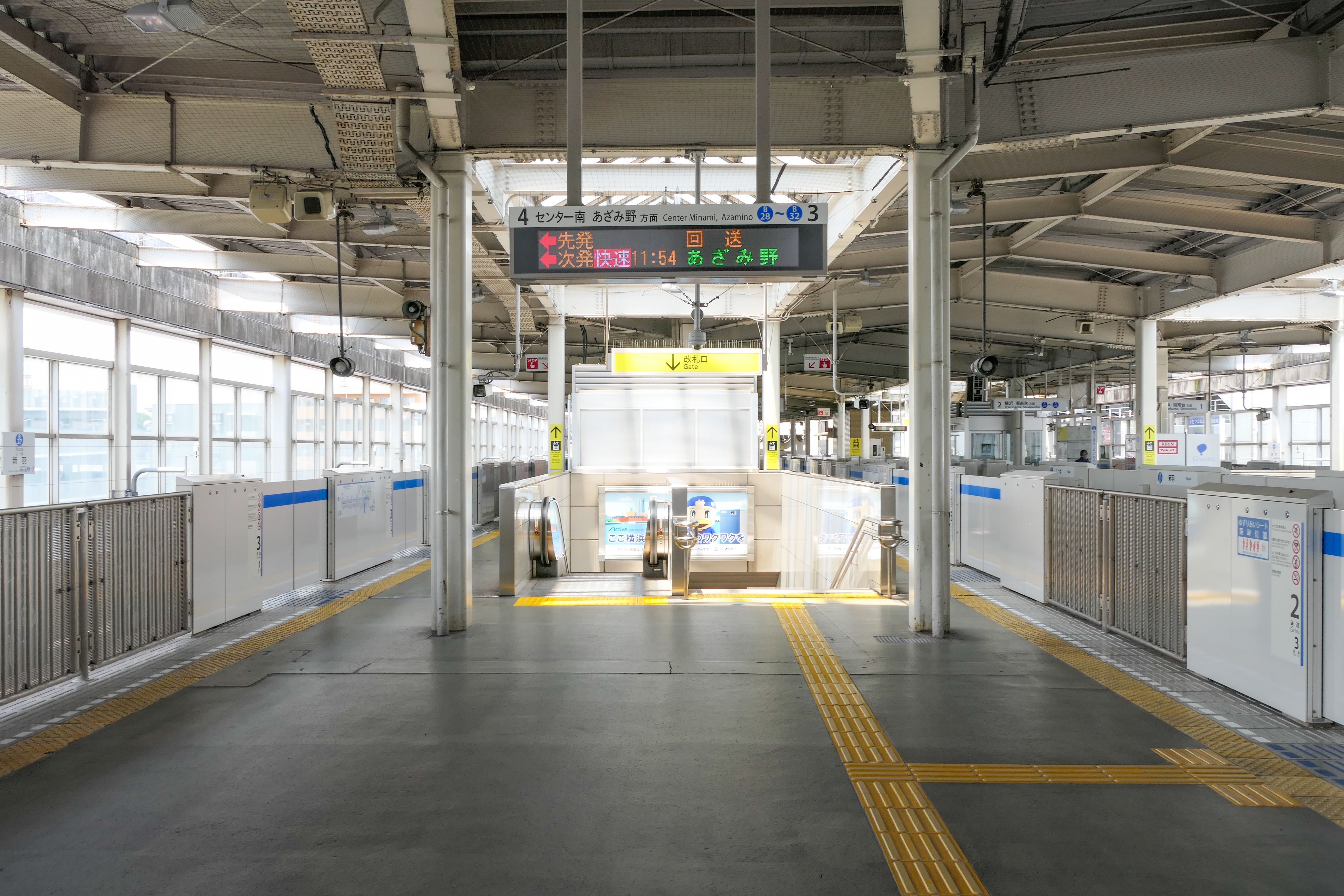
3・4番線ホーム（2023年5月）

## 利用状況
2022年度の1日平均乗降人員は19,885人（乗車人員：9,883人、降車人員：10,002人）である。
近年の1日平均乗降・乗車人員の推移は下記の通り。
| 年度               | 1日平均 乗降人員 | 1日平均 乗車人員 | 出典     |
| ------------------ | ---------------- | ---------------- | -------- |
| 1992年（平成04年） |                  | 6,360            |          |
| 1993年（平成05年） |                  | 4,183            |          |
| 1994年（平成06年） |                  | 5,045            |          |
| 1995年（平成07年） |                  | 5,581            | [ * 1 ]  |
| 1996年（平成08年） |                  | 5,939            |          |
| 1997年（平成09年） |                  | 6,258            |          |
| 1998年（平成10年） |                  | 6,303            | [ * 2 ]  |
| 1999年（平成11年） | 13,190           | 6,540            | [ * 3 ]  |
| 2000年（平成12年） | 13,938           | 6,902            | [ * 3 ]  |
| 2001年（平成13年） | 14,739           | 7,212            | [ * 4 ]  |
| 2002年（平成14年） | 15,012           | 7,514            | [ * 5 ]  |
| 2003年（平成15年） | 15,788           | 7,937            | [ * 6 ]  |
| 2004年（平成16年） | 17,087           | 8,515            | [ * 7 ]  |
| 2005年（平成17年） | 17,563           | 8,800            | [ * 8 ]  |
| 2006年（平成18年） | 17,482           | 8,748            | [ * 9 ]  |
| 2007年（平成19年） | 18,185           | 9,068            | [ * 10 ] |
| 2008年（平成20年） | 16,665           | 8,289            | [ * 11 ] |
| 2009年（平成21年） | 17,433           | 8,672            | [ * 12 ] |
| 2010年（平成22年） | 17,727           | 8,823            | [ * 13 ] |
| 2011年（平成23年） | 18,063           | 8,985            | [ * 14 ] |
| 2012年（平成24年） | 18,907           | 9,410            | [ * 15 ] |
| 2013年（平成25年） | 19,492           | 9,703            | [ * 16 ] |
| 2014年（平成26年） | 19,574           | 9,736            | [ * 17 ] |
| 2015年（平成27年） | 20,210           | 10,039           | [ * 18 ] |
| 2016年（平成28年） | 20,767           | 10,314           | [ * 19 ] |
| 2017年（平成29年） | 21,164           | 10,507           | [ * 20 ] |
| 2018年（平成30年） | 21,668           | 10,758           | [ * 21 ] |
| 2019年（令和元年） | 21,431           | 10,636           | [ * 22 ] |
| 2020年（令和02年） | 17,248           | 8,582            |          |
| 2021年（令和03年） | 18,550           | 9,228            |          |
| 2022年（令和04年） | 19,885           | 9,883            |          |

備考
1. ↑  1993年3月18日開業。開業日から同年3月31日までの計14日間を集計したデータ。

## 駅周辺
駅周辺は古くからの工場地帯であるが、ブルーライン開業後はマンションなどが立地するようになっている。
- 横浜市新田地区センター
- 横浜市港北消防署新羽消防出張所
- 新田郵便局
- 横浜太尾郵便局
- 横浜銀行新羽支店
- 川崎信用金庫新羽支店
- さわやか信用金庫新羽支店
- 横浜信用金庫新羽支店
- 東急バス新羽営業所
- 神奈川県立港北高等学校
- スーパーローヤルよつや
- 食品館あおば 新羽店
- クリエイトSD
- イオン横浜新吉田ショッピングセンター
  - イオン横浜新吉田店
- ヨネヤマプランテイション（ザ・ガーデン本店）
- 港北産業道路
- 宮内新横浜線
- 西方寺
- 常真寺

## バス路線

バスターミナルに設置されている横浜市営地下鉄のパブリックアート
水谷忠敬「イブの総て」（1993年）

当駅からは東急東横線、都筑区、イケア港北方面などの商業施設へのアクセス拠点である。

### 新羽駅バス停
| 乗り場 | 系統   | 行先                   | 会社  |
| ------ | ------ | ---------------------- | ----- |
| １     | 綱72   | 綱島駅                 | ●東急 |
| １     | 綱72   | 新横浜駅               | ●東急 |
| １     | 綱74   | 綱島駅                 | ●東急 |
| １     | 新横81 | 新横浜駅               | ●東急 |
| １     | 新横82 | 新横浜駅               | ●東急 |
| 2      | 28     | 中山駅北口             | ●市営 |
| 2      | 96     | 新横浜駅(※朝、夕のみ） | ●市営 |
| 2      | 41     | 川向町                 | ●市営 |
| 2      | 41     | 中山駅北口             | ●市営 |
| 3      | 41     | 鶴見駅西口             | ●市営 |
| 3      | 41     | 新横浜駅 港北車庫      | ●市営 |

## 隣の駅
横浜市交通局
 ブルーライン（3号線）
■快速 （あざみ野方面は当駅から各駅に停車）
新横浜駅 (B25) - 新羽駅 (B27) - 仲町台駅 (B28)
■普通
北新横浜駅 (B26) - 新羽駅 (B27) -  仲町台駅 (B28)